# José Izquierdo
José Izquierdo (* 7. Juli 1992 in Pereira) ist ein kolumbianischer Fußballspieler.

## Karriere

### Verein
Izquierdo begann seine Karriere bei Deportivo Pereira. Im April 2010 debütierte er in der Categoría Primera A, als er am elften Spieltag der Apertura 2010 gegen den Envigado FC in der 60. Minute für León Darío Muñoz eingewechselt wurde. Im September 2010 erzielte er bei einem 1:1-Remis gegen Envigado sein erstes Tor in der höchsten kolumbianischen Spielklasse. In der Saison 2010 kam er zu neun Einsätzen, in denen er ein Tor erzielte.
In der Saison 2011 absolvierte er 21 Spiele für Pereira in der Categoría Primera A und erzielte dabei ein Tor. Zu Saisonende musste er mit dem Verein jedoch in die Categoría Primera B absteigen. In der Saison 2012 kam er zu 24 Einsätzen in der zweithöchsten Spielklasse, in denen er zehn Tore erzielte. Nach 15 Einsätzen in der Saison 2013 wechselte er im Juli 2013 zum Erstligisten Once Caldas. Bis zum Ende der Saison 2013 kam er zu 16 Einsätzen für Once Caldas in der Categoría Primera A, in denen er drei Tore erzielte.
Nach 24 Einsätzen in der Saison 2014, in denen er neun Tore erzielte, wechselte Izquierdo im August 2014 nach Belgien zum FC Brügge, bei dem er einen bis Juni 2018 laufenden Vertrag erhielt. Sein erstes Spiel in der Pro League absolvierte er im September 2014 gegen den KRC Genk. Im selben Monat erzielte er bei einem 5:0-Sieg gegen den KV Kortrijk sein erstes Tor in der höchsten belgischen Spielklasse. In seiner ersten Saison bei Brügge absolvierte er 32 Spiele in der Pro League, in denen er drei Tore erzielte. In jener Saison wurde er mit dem Verein Pokalsieger. In der Saison 2015/16 wurde er mit Brügge Meister, in jener Saison kam er zu 24 Einsätzen, in denen er sieben Tore erzielte.
Durch den Meistertitel war man auch für die UEFA Champions League qualifiziert, in der Izquierdo zu vier Einsätzen in der Gruppenphase kam und mit Brügge punktelos als Letzter der Gruppe G ausschied. Bei einer 2:1-Niederlage gegen Leicester City erzielte er auch eines der beiden Tore der Belgier in der Champions League. In der Liga kam er zu 28 Einsätzen, in denen er 14 Tore erzielte. Mit Brügge konnte er den Meistertitel nicht verteidigen und wurde Vizemeister.
Im August 2017 wechselte er nach England zu Brighton & Hove Albion und wurde zum teuersten Spieler der Vereinsgeschichte von Brighton. Sein erstes Spiel in der Premier League absolvierte er im selben Monat gegen den FC Watford. Sein erstes Tor in der höchsten englischen Spielklasse erzielte er im Oktober 2017 bei einem 3:0-Sieg gegen West Ham United. In seiner ersten Saison in England kam er zu 32 Ligaeinsätzen, in denen er fünf Tore erzielte. In der Saison 2018/19 kam er zu 15 Einsätzen und blieb dabei ohne Torerfolg. Am 1. Mai 2019 zog er sich eine schwere Knieverletzung zu und fiel aufgrund dessen für die komplette nächste Saison aus. Aufgrund weiterer Verletzungen wurde er nur noch beim Ligaspiel am 24. April 2021 gegen Sheffield United für wenige Minuten eingewechselt.
Ende August 2021 wechselte er kurz vor Ende des Transferfensters zurück zum FC Brügge. Izquierdo bestritt in dieser Saison zwei von 34 möglichen Ligaspielen sowie ein Pokalspiel mit einem Tor und ein Champions-League-Spiel für das FC Brügge. Sein zum Ende der Saison 2021/22 ablaufender Vertrag wurde nicht verlängert.

### Nationalmannschaft
Izquierdo debütierte im Juni 2017 für die kolumbianische Nationalmannschaft in einem Testspiel gegen Spanien. Sein erstes Tor für die Mannschaft erzielte er bei einem 4:0-Erfolg gegen Kamerun am 13. Juni 2017.
Bei der Fußball-Weltmeisterschaft 2018 in Brasilien gehörte er zum kolumbianischen Aufgebot. Er kam zu einem Einsatz in der Gruppenphase gegen Japan, die Mannschaft schied im Achtelfinale gegen England im Elfmeterschießen aus.

## Erfolge
- Belgischer Pokalsieger: 2015
- Belgischer Meister: 2015/16, 2021/22

## Auszeichnungen
- Goldener Schuh (Belgischer Fußballer des Jahres): 2016